# Martin Červenka (dramaturg)
Martin Červenka (* 1971 Ostrava) je český dramaturg televizních pořadů. Vystudoval filozofickou fakultu brněnské Masarykovy univerzity v oboru historie a filozofie. Mezi lety 1996 a 2000 působil coby novinář a redaktor regionálních týdeníků. V roce 2000 nastoupil do České televize a věnuje se zde dramaturgii jejích pořadů. Natáčel televizní cykly a dokumenty. K jeho zálibám patří historie, kultura, sociologie, toulání po lese a dřevorubectví.
Získal též výuční list pro obor Pasení ovcí.

## Dílo
- Ta naše povaha česká (1993–2012)[1]
- Osudové okamžiky (2001–2003)[1]
- Zapomenuté výpravy (2005)[1]
- V zajetí železné opony (2007, 2008)[1]
- Příběhy slavných – Život mezi Schönfeldem a Tigridem (2008)[1]
- Osud č. A2026 (2008)[1]
- Roztroušený hnát (2008)[1]
- Cizinec mezi svými (2008)[1]
- JOO! To je cirkus (2008)[1]
- Tajné akce StB (2009)[1]
- Zašlapané projekty (2009)[1]
- Přísně tajné vraždy (2010)[2]
- Jak se vede, sousede (2010)[1]
- Policajti na zabití (2010)[1]
- Všechny příští Černobyly (2011)[1]
- Zrezivělá krása (2011–2012)[1]
- Stopy, fakta, tajemství (2012)[1]
- Raport o Velké válce (2013)[3]